# Cantó d'Albert
El cantó d'Albert és un cantó francès del departament del Somme, situat al districte de Péronne. Abasta 26 municipis i el cap és Albert.

## Municipis
- Albert
- Auchonvillers
- Authuille
- Aveluy
- Bazentin
- Beaucourt-sur-l'Ancre
- Beaumont-Hamel
- Bécordel-Bécourt
- Bouzincourt
- Buire-sur-l'Ancre
- Contalmaison
- Courcelette
- Dernancourt
- Fricourt
- Grandcourt
- Irles
- Laviéville
- Mametz
- Méaulte
- Mesnil-Martinsart
- Millencourt
- Miraumont
- Ovillers-la-Boisselle
- Pozières
- Pys
- Thiepval

## Història
| Data d'elecció                           | Identitat             | Partit              | Qualitat |
| ---------------------------------------- | --------------------- | ------------------- | -------- |
| 1945-1955                                | Charles Allassonnière | PCF                 |          |
| 1955-1961                                | Henri Potez           | radical             |          |
| 1961-1967                                | Pierre Savary         | radical             |          |
| 1967-1973                                | Alfred Leclercq       | PCF                 |          |
| 1973-2011                                | Fernand Demilly       | UDF-PSD, després NC |          |
| 2011-                                    | Stéphane Brunel       | Divers gauche       |          |
| les dades anteriors no són pas conegudes |                       |                     |          |
|                                          |                       |                     |          |

## Demografia
| A partir de 1990: Població sense dobles comptes |